# 复旦学院
复旦学院是复旦大学的本科生院，是学校实施通识教育的教学、研究、管理机构和本科生工作负责部门，成立于2005年9月。
2005年9月，复旦学院成立，最初仅为“新生学院”，仅负责全校本科一年级和个别专业二年级学生的教育教学管理工作。2010年新成立希德书院，为四年制试点书院。2012年7月，新的复旦学院成立，教务处、本科生招生办公室、现代教育技术中心和学生教材中心整合并入。自2012年9月开始，复旦学院开始负责全体本科生通识教育核心课程的教学管理工作，以及全校本科学生四年（部分医学专业为五年）的培养教育工作，成为真正意义上的“本科生院”。
复旦学院下辖志德书院、腾飞书院、克卿书院、任重书院、希德书院共五个书院，均以复旦历史上德高望重的老校长的名或字命名。新生入学后被随机分入五大书院，接受通识教育。此举被认为是借鉴了国外著名大学“住宿学院”模式和导师制度，开中国大陆大学之先河。

## 志德书院
志德书院系纪念复旦创始人马相伯，以绿色为标志性颜色，2005年成立。书院院训为“养正立志，果行育德”，楹联为“志于道据于德依于仁，而后游于艺；修其身齐其家治其国，必先正其心”，取自南昌友教书院对联。志德书院位于邯郸校区东区学生公寓和江湾校区。自2012年起，志德书院成为全校人文社科类学生最集中的书院，主要由国际关系与公共事务学院、社会发展与公共政策学院、新闻学院、数学科学学院、外国语言文学学院、法学院的本科生组成。

## 腾飞书院
腾飞书院系纪念复旦大学老校长李登辉，以红色为标志性颜色，2005年成立。书院楹联为“乾始坤承，通彻古今上下，总是鸢飞鱼跃；静虚动直，浑忘物我内外，无非月满潮平”，取自安徽怀古书院。腾飞书院位于张江校区，并在邯郸校区南区学生宿舍区设分部供该书院在邯郸校区学习的低年级学生住宿。自2012年起，主要由信息科学与工程学院、计算机科学技术学院、软件学院、微电子学院、药学院等的本科生组成。

## 克卿书院
克卿书院系纪念上海医科大学创始人颜福庆，以蓝色为标志性颜色，2005年成立。书院楹联为“读书面对圣贤，当知所学何事；立志胸存社稷，但求无愧于心”，取自安徽金鹗书院。克卿书院位于枫林校区，并在邯郸校区南区学生宿舍区设分部供该书院在邯郸校区学习的低年级学生住宿。自2012年起，主要由基础医学院、临床医学院、公共卫生学院、护理学院的本科生组成。

## 任重书院
任重书院系纪念复旦大学老校长陈望道，以橙色为标志性颜色，2005年成立。书院楹联为“力学如为山九仞，高须加一篑；行仁若法海十分，满尚纳千流”，取自江西凝秀书院。任重书院位于邯郸校区本部宿舍区。自2012年起，主要由中国语言文学系、历史学系、文物与博物馆系、哲学学院、环境科学与工程系、力学与工程科学系的本科生组成。

## 希德书院
希德书院系纪念复旦大学老校长谢希德，以紫色为标志性颜色，2011年成立。书院楹联为“立言立功立德，此之谓不朽；希贤希圣希文，人皆可以为”，取自湖南集贤书院。希德书院成立时间晚于其它四个书院，其前身是2010级克卿书院1至4班，当时称作“四年制试点书院”。2011年，由这四个班的同学投票选出了试点书院的名称、代表色和院徽。书院位于邯郸校区南区学生宿舍区，自2012年起，主要由物理学系、化学系、高分子科学系、核科学与技术系、生命科学学院、材料科学系、经济学院、管理学院、旅游学系的本科生组成。

## 其他
```
上海市長寧區北新涇青溪路555号檀宮某獨立屋房產共有人。
```